# 대한민국 민법 제590조
대한민국 민법 제590조는 환매의 의의에 대한 민법조문이다. 환매의 법적 성질과 관련하여서는 재매매의 예약이 다수설이다.

## 조문
제590조(환매의 의의) (1) 매도인이 매매계약과 동시에 환매할 권리를 보류한 때에는 그 영수한 대금 및 매수인이 부담한 매매비용을 반환하고 그 목적물을 환매할 수 있다.

(2) 전항의 환매대금에 관하여 특별한 약정이 있으면 그 약정에 의한다.

(3) 전2항의 경우에 목적물의 과실과 대금의 이자는 특별한 약정이 없으면 이를 상계한 것으로 본다.

## 판례
- 부동산의 매매계약에 있어 당사자 사이의 환매특약에 따라 소유권이전등기와 함께민법 제592조에 따른 환매등기가 마쳐진 경우 매도인이 환매기간 내에 적법하게 환매권을 행사하면 환매등기 후에 마쳐진 제3자의 근저당권 등 제한물권은 소멸하는 것이므로, 환매권 행사 후 근저당권자가 파산선고를 받았다고 하더라도 매도인이 파산자에 대하여 갖는 근저당권설정등기 등의 말소등기청구권은파산법 제14조에 규정된 파산채권에 해당하지 아니하며, 매도인은파산법 제79조소정의 환취권 규정에 따라 파산절차에 의하지 아니하고 직접 파산관재인에게 말소등기절차의 이행을 청구할 수 있다.[2]

## 같이 보기
- 환매권

## 참고문헌
- 張昌敏. (2003). 민법 제590조의 입법과정과 해석론. 비교사법, 1(1), 303-330.